# 種菌
種菌（たねきん）とは、醗酵工業や微生物学研究の対象の細菌や真菌を育て、増やす際の基になる菌株のこと。厳密な純粋培養によって継代された菌株、すなわち種菌に大量増殖に必要な栄養や工業的な醗酵の基質を与えて醗酵産物の生産や、菌そのものの大量増殖を行う。食品加工関係（ヨーグルト、キノコなど）でよく用いられる。